# Pahela Baishakh
Il Pahela Baishakh (in Lingua bengali: পয়লা বৈশাখ) o Bengali New Year (বাংলা নববর্ষ : Bangla Nôbobôrsho), o anche chiamata Pohela Boishakh,  è il tradizionale capodanno del popolo bengalese.
Si celebra il 14 aprile come una festa nazionale in Bangladesh, e il 14 o il 15 aprile negli stati indiani del Bengala Occidentale e nei vari luoghi di tradizione bengalese, indipendentemente dalla loro fede religiosa.
Effettivamente la data della ricorrenza nazionale si basa sul Calendario lunisolare bengalese e precisamente il primo giorno del primo mese Baishakh.  Pertanto, quasi sempre cade il 14 aprile di ogni anno nel calendario gregoriano. In altre località questo giorno è osservato come il tradizionale capodanno solare e la festa del raccolto, in particolare dai popoli indù e sikh.
La festività viene celebrata con processioni, fiere e varie usanze familiari.  Il tradizionale saluto per il capodanno bengalese è শুভ নববর্ষ "Shubho Nabobarsho" che letteralmente significa "Happy New Year".
Negli ultimi anni questa ricorrenza ha assunto definitivamente carattere internazionale: infatti nel 2016, l'UNESCO ha dichiarato questa festa (organizzata dall' Università di Dacca) come patrimonio culturale dell'umanità.